# C. Henry Gordon
C. Henry Gordon, född Henry Racke den 17 juni 1883 i New York i New York, död 3 december 1940 i Los Angeles i Kalifornien, var en amerikansk skådespelare. Hans första filmroll var Under Saharas sol (1930). Han har bland annat medverkat i Lazy River (1934), De tappra 600 (1936) och Tarzans hämnd (1938).

## Filmografi
- 1930 – Under Saharas sol
- 1930 – Once a Sinner
- 1931 – Bör en hustru förtiga?
- 1931 – Mata Hari
- 1932 – Scarface
- 1932 – Storm i daggryningen
- 1932 – Fasornas hus
- 1932 – Kongo
- 1932 – Den stora juvelstölden
- 1932 – Jag är en förrymd kedjefånge
- 1932 – Roar of the Dragon
- 1932 – Washington Masquerade
- 1932 – Thirteen Women
- 1932 – Rasputin och kejsarinnan
- 1932 – Hell's Highway
- 1932 – The Doomed Battalion
- 1933 – Nattflyg
- 1933 – Broadway Through a Keyhole
- 1933 – Turn Back the Clock
- 1933 – Sådan är hon!
- 1933 – Ett farligt vittne
- 1933 – Made on Broadway
- 1933 – Gabriel over the White House
- 1933 – Mordet i främlingslegionen
- 1933 – The Chief
- 1934 – Män i vitt
- 1934 – Lazy River
- 1934 – Straffången n:r 13 efterspanas!
- 1934 – Europas farligaste kvinna
- 1934 – Hett om öronen
- 1934 – Death on the Diamond
- 1935 – Korsriddarna
- 1935 – Pursuit
- 1935 – Radioparaden 1936
- 1936 – Under skilda fanor
- 1936 – De tappra 600
- 1936 – Tundra
- 1936 – Hollywood Boulevard
- 1937 – Gangsterfällan
- 1937 – Charlie Chan på olympiaden
- 1937 – Mr Dodds affärer
- 1937 – Marie Walewska
- 1938 – Tarzans hämnd
- 1938 – Sharpshooters
- 1939 – Man of Conquest
- 1939 – Äventyraren från Mexico
- 1940 – Charlie Chan at the Wax Museum
- 1940 – You, the People
- 1940 – Women in Hiding